# Relativisme
Relativisme is het idee dat een bepaald concept (waarheid, schoonheid, het goede etc.) niet op zich staat, maar afhankelijk is van iets anders. Meestal wordt bedoeld dat waarheid relatief is. De waarheid van een uitspraak of theorie is dan niet absoluut, maar afhankelijk van de mens (het subject, de waarnemer) met zijn specifieke eigenschappen.
De term relativisme kan echter ook het bestaan ontkennen van een objectief moreel standpunt of objectieve esthetische kwaliteiten van een kunstobject. Afhankelijk van de context waarin de term relativisme gebruikt wordt, is het duidelijk of het gaat om een epistemologisch, ethisch of esthetisch relativisme. Het is overigens perfect mogelijk dat een ethisch relativist toch geen aanhanger is van het kennistheoretisch relativisme.

## Epistemologisch relativisme
Volgens het epistemologisch relativisme is kennis betrekkelijk. De werkelijkheid die zich aan de waarnemer toont, wordt door de waarnemer ingevuld. Op die manier bezien is de werkelijkheid afhankelijk van subject, tijd en plaats.
Als filosofisch hanteerbaar begrip is de term relativisme geïntroduceerd door de sofisten, die van mening zijn dat waarheid relatief is, en dus niet objectief te kennen is. Een van de belangrijkste Griekse sofisten was Protagoras. Van hem komt de beroemde relativistische uitspraak: "De mens is de maat van alle dingen".
Een bekende recente epistemologisch relativist is de wetenschapsfilosoof Paul Feyerabend. Zijn standpunt verwoordde hij gebald in: "All methodologies have their limitations and the only rule that survives is 'anything goes'". Een ander voorbeeld is de kennissociologie van auteurs als David Bloor en Barry Barnes.

## Moreel relativisme
Moreel relativisme (vaak synoniem aan 'ethisch relativisme') kan opgesplitst worden in een empirische, een meta-ethische en een normatieve positie (Gowans, 2004). De empirische stelling luidt: feitelijk zijn er diepe en veelvoorkomende morele onenigheden tussen verschillende samenlevingen, en deze onenigheden zijn belangrijker dan welke overeenkomsten ook. De meta-ethische stelling is: de waarheid of onwaarheid van morele oordelen, of hun rechtvaardiging, is niet absoluut of universeel, maar relatief ten opzichte van de tradities, overtuigingen of gebruiken van een groep mensen. De term ‘moreel relativisme’ wordt verder geassocieerd met een normatieve positie over wat onze houding moet zijn ten opzichte van mensen met wie we het moreel oneens zijn. Deze houding wordt door relativisten vaak in termen van ‘tolerantie’ beschreven.
De meta-ethische tegenhanger van moreel relativisme is moreel objectivisme, en niet moreel absolutisme (Gowans, 2004). Moreel objectivisten stellen dat morele oordelen goed of fout zijn, in de absolute of universele zin dat er ware morele oordelen bestaan, en dat mensen gerechtvaardigd zijn om ware morele oordelen te accepteren (en onware te verwerpen) op basis van bewijs dat beschikbaar is voor elk redelijk en goed-geïnformeerd persoon. Hieruit kan worden afgeleid dat objectivisten stellen dat over morele oordelen in termen van waarheid kan worden gesproken, en dat mensen via hun redelijkheid toegang hebben tot die waarheid.
Omdat ook relativisten in termen van waarheid over morele oordelen praten, bestaat het verschil tussen objectivisten en relativisten volgens Gowans daarin, dat objectivisten denken dat er een maatstaf is om die (on)waarheid te bepalen, terwijl relativisten stellen dat die maatstaf per historische periode of groep mensen verschilt. De rechtvaardiging van morele oordelen is volgens objectivisten absoluut: ze is dwingend en geldt zonder uitzondering onder alle omstandigheden. Een moreel absolutist is geen objectivist als hij stelt dat de rechtvaardiging van morele oordelen slechts voor een bepaalde groep personen geldt. Omdat absolutisme alleen als tegenhanger van relativisme kan worden gezien als het tegelijkertijd universeel is, kunnen we volgens Gowans beter van ‘objectivisme’ spreken.
Moreel objectivisme kan behalve aan moreel relativisme, ook tegengesteld zijn aan moreel subjectivisme. Dat wordt duidelijk als we subjectivisme als een extreme vorm van relativisme beschouwen. Als moreel relativisme stelt dat er geen absolute, universele maatstaf is die bepaalt of morele oordelen waar zijn of niet, dan is daarmee nog niet gezegd ten opzichte van wat de maatstaf dan relatief is. Zolang niet is uitgemaakt of morele oordelen relatief zijn ten opzichte van een bepaalde tijd, cultuur, subgroep, of zelfs: ten opzichte van één persoon, blijft het relativisme een formele notie. Pas als de rechtvaardiging van morele oordelen door individuen gegeven wordt, kan van moreel subjectivisme worden gesproken.

## Kritiek
Een vaak voorkomende, maar niet altijd terechte, kritiek is die van de zelfreferentie. Wanneer in een debat over de stelling of epistemologische of morele oordelen relatief of absoluut zijn, een relativist zegt: 'alles is relatief' om daarmee de absolutist aan te vallen, dan zal hij - om consistent te zijn - moeten toegeven dat zijn stelling ook voor zijn eigen stelling geldt. De stelling 'alles is relatief' heeft dan dus ook betrekking op de stelling 'alles is relatief'. Zij verwijst dus naar zichzelf. Dat zo'n stelling aan zichzelf refereert is op zich niet problematisch, maar wat wel een probleem is, is dat de relativist een absoluut punt zal moeten omarmen om door zichzelf en zijn tegenstander serieus genomen te worden. Waarom zou de absolutist zich immers iets aantrekken van iemand die zegt dat zijn eigen oordeel relatief is? Het probleem van de zelfreferentie maakt duidelijk dat als de relativist zichzelf serieus wil nemen, hij een niet-relativistisch punt moet erkennen. En daarmee snijdt hij zichzelf paradoxaal genoeg in de vingers. Maar die paradox is relatief, kan de relativist tegenwerpen.
Bij een uitspraak als 'alles is relatief' is echter nog niets gezegd over ten opzichte van wat alles relatief is. Ten opzichte van wat is een epistemologisch of moreel oordeel precies relatief? Dat is een belangrijke vraag, aangezien 'relatief' betekent: "bepaald door vergelijking met of beschouwd ten opzichte van iets anders, afhangende van iets anders." (Van Dale, 2002). Uitgaande van die betekenis, is een oordeel nooit 'zomaar' relatief, maar altijd ten opzichte van iets, zoals een bepaalde tijd, plaats, gemeenschap of individu (subjectivisme). Wanneer een relativist zegt 'alles is relatief', dan kan hij daarmee bijvoorbeeld bedoelen dat alles relatief is ten opzichte van de gemeenschap waarin men leeft. Daarmee bedoelt hij dan dat uitspraken als 'dit is mooi' of 'dit is goed' afhankelijk zijn van wat in zo'n gemeenschap onder 'mooi' en 'goed' wordt verstaan. Iedere gemeenschap heeft over 'mooi' en 'goed' dan eigen opvattingen, en er bestaat niet iets absoluut goeds of moois. Wanneer een relativist daarom zegt dat alles relatief is, en hij bedoelt daarmee dat alles relatief is ten opzichte van een gemeenschap, dan hoeft dat geen probleem te zijn, zolang hij zich er maar bewust van is, dat zijn eigen uitspraak uit een bepaalde gemeenschap afkomstig is, en niet voor iedereen overtuigend zal zijn. En daarmee erkent hij opnieuw dat iets relatief is.
Volgens de wetenschapsfilosoof Maarten Boudry wordt relativisme zelden consequent doorgevoerd. In een opiniestuk stelt hij dat niemand daadwerkelijk handelt naar de opvatting dat waarheid relatief is. Ook zelfverklaarde relativisten geloven hun eigen slogans en boutades volgens hem niet echt. Zij reageren verontwaardigd wanneer ze onterecht van een misdrijf worden beschuldigd, en lachen om wie beweert dat de aarde plat is. Volgens Boudry laten mensen hun relativisme varen wanneer het er echt toe doet — bijvoorbeeld wanneer ze naar de dokter gaan voor een kankerscreening of met een gerust hart een vliegtuig nemen, vertrouwend op de wetten van de fysica. Relativisme over waarheid noemt hij daarom geen oprechte overtuiging, maar een holle slogan of een handige troefkaart die mensen inzetten wanneer het hen uitkomt. Boudry gebruikt hiervoor de term “gelegenheidsrelativisme”, waarmee hij het vrijblijvende en opportunistische karakter van dergelijke relativistische uitspraken wil benadrukken.

## Beschrijvend, kentheoretisch en normatief relativisme
Beschrijvend, kentheoretisch en normatief relativisme hebben betrekking op waarden van verschillende culturen.
- Beschrijvend relativisme: de feitelijke vaststelling dat verschillende culturen verschillende waardestelsels hebben.
- Kentheoretisch relativisme: er bestaat geen bovenculturele maatstaf om waardeconflicten tussen verschillende culturen te beslechten.
- Normatief relativisme: diverse culturele gemeenschappen hebben het recht op hun eigen levenswijze volgens hun eigen waarden.

De betekenissen hoeven niet in elkaar over te lopen, het kan echter wel. Omdat enerzijds kan geredeneerd worden dat er verschillende culturen bestaan (beschrijvend), dat er - om uit te maken welke beter is - niet getoetst kan worden aan een hogere, objectieve norm (kentheoretisch) en daarom heeft iedereen recht om zijn levenswijze volgens zijn eigen waarden te volgen (normatief). Anderzijds kan worden gezegd dat verschillende culturen bestaan (beschrijvend), maar dat de norm om te toetsen onze eigen cultuur is (kentheoretisch) en daarom zijn de waarden van de ander minder (normatief).

## Voetnoten
1. ↑  Feyerabend, P. Against Method, p296
2. ↑  Boudry, Maarten, Gelegenheidsrelativisme. Maarten Boudry (15 april 2017). Geraadpleegd op 20 mei 2025.

- Gowans, C. (2004). Moral Relativism. In: E. N. Zalta (ed.), The Stanford Encyclopaedia of Philosophy (Spring 2004 Edition).
- Van Dale Groot Woordenboek der Nederlandse taal. Versie 1.2. Netwerk op basis van de dertiende uitgave (2000-2002). Utrecht/Antwerpen: Van Dale Lexicografie.